# 龙佑那
龙佑那，又作龙凤佑那、凤佑那、张龙佑那、张佑那等。相传为三国时白子國、建宁国首领。
传说为汉武帝时白子国国王仁果第十五代孙（又作九世孙或十七世孙）。《南诏野史》等书记载，三国蜀汉建兴三年（225年），蜀相诸葛亮率师南征，杀高定，擒孟获，至白崖（今云南弥渡县红崖）时，封其为长，赐姓张，改白子国为建宁国，筑建宁城，世领其地。立铁柱并《南中纪功碑》。杨慎《滇载记》记载，“诸夷慕武侯之德，渐去山林，徙居平地，建城邑，务农桑，诸部于是始有姓氏”。又传说其十七世孙张乐进求（仁果三十三代孙）在唐初被唐太宗封为首领大将军。不久，其建宁国被细奴逻的大蒙国替代。